# Okres Plessur
Okres Plessur (německy Region Plessur) je jedním z 11 okresů kantonu Graubünden ve Švýcarsku, které vznikly v důsledku územní reformy k 1. lednu 2016.
S výjimkou obce Haldenstein (převedené z okresu Landquart k 1. lednu 2016) je okres Plessur totožný s bývalým okresem Plessur, který existoval do 31. prosince 2015.

## Seznam obcí
| Znak                 | Název obce           | Počet obyvatel (31. 12. 2022) | Rozloha (km²) | Hustota zalidnění (obyv./km²) |
| -------------------- | -------------------- | ----------------------------- | ------------- | ----------------------------- |
| Arosa                | Arosa                | 3061                          | 154,79        | 20                            |
| Chur                 | Chur                 | 38 129                        | 54,24         | 703                           |
| Churwalden           | Churwalden           | 2121                          | 48,53         | 44                            |
| Tschiertschen-Praden | Tschiertschen-Praden | 303                           | 27,74         | 11                            |
| Celkem (4)           | Celkem (4)           | 43 614                        | 285,30        | 153                           |